# Otitesella nefdti
Otitesella nefdti är en stekelart som beskrevs av Van Noort 1997. Otitesella nefdti ingår i släktet Otitesella och familjen fikonsteklar.
Artens utbredningsområde är Zambia. Inga underarter finns listade i Catalogue of Life.